# Donald Cook (actor)
Donald Cook (26 de septiembre de 1901 – 1 de octubre de 1961) fue un actor teatral y cinematográfico de nacionalidad estadounidense.

## Biografía
Nacido en Portland, Oregón, originalmente cursó estudios agrícolas, aunque más adelante se dedicó al negocio maderero. 
Formando parte de los Kansas Community Players, se inició en la interpretación teatral, y posteriormente empezó a actuar para la gran pantalla, en un principio en cortos cinematográficos, y más adelante formando parte del reparto de largometrajes.
Dentro del ámbito teatral, Cook hizo su debut en el circuito de Broadway en 1926 bajo el nombre de Donn Cook, continuando su actividad teatral en Nueva York hasta el año 1959. Entre las obras en las cuales actuó figura Private Lives, pieza representada en 1948.
Como actor cinematográfico, Cook fue conocido por su papel de Mike Powers en el film El enemigo público. Fue además uno de los primeros actores en interpretar a Ellery Queen, en concreto en The Spanish Cape Mystery. Destacó también su papel de Steve, frente a la Julie de Helen Morgan, en la película de 1936 Show Boat, así como el de sospechoso en The Casino Murder Case (1935), y el de inspector de inmigración en Ellis Island (1936).
Donald Cook falleció en New Haven, Connecticut, en 1961, a causa de un infarto agudo de miocardio. Tenía 60 años de edad. Había estado casado desde el año 1937 con la Princesa Gioia Tasca di Cuto. Fue enterrado en el Cementerio River View, en Portland.

## Filmografía
- 1930 : Roseland
- 1931 : Unfaithful
- 1931 : El enemigo público, de William A. Wellman
- 1931 : Party Husband, de Clarence G. Badger
- 1931 : Smart Money
- 1931 : Side Show, de Roy Del Ruth
- 1931 : The Mad Genius, de Michael Curtiz
- 1931 : Safe In Hell, de William A. Wellman
- 1932 : The Man who played God, de John G. Adolfi
- 1932 : The Heart of New York
- 1932 : The Trial of Vivienne Ware
- 1932 : The Conquerors
- 1932 : Penguin Pool Murder, de George Archainbaud
- 1932 : Frisco Jenny, de William A. Wellman
- 1933 : Private Jones
- 1933 : The Circus Queen Murder
- 1933 : The Kiss Before the Mirror, de James Whale
- 1933 : Jennie Gerhardt, de Marion Gering
- 1933 : The Woman I Stole
- 1933 : Baby Face, de Alfred E. Green
- 1933 : Brief Moment
- 1933 : Fury of the Jungle
- 1933 : Fog
- 1933 : The World Changes
- 1934 : Long Lost Father
- 1934 : The Ninth Guest, de Roy William Neill
- 1934 : Viva Villa!, de Jack Conway
- 1934 : Whirlpool
- 1934 : The Most Precious Thing in Life, de Lambert Hillyer
- 1934 : Jealousy
- 1934 : Fugitive Lady
- 1935 : Behind the Evidence
- 1935 : The Night Is Young
- 1935 : Gigolette
- 1935 : The Casino Murder Case, de Edwin L. Marin
- 1935 : Motive for Revenge
- 1935 : Murder in the Fleet
- 1935 : Here Comes the Band
- 1935 : Ladies Love Danger
- 1935 : The Spanish Cape Mystery
- 1935 : Confidential
- 1935 : The Calling of Dan Matthews, de Phil Rosen
- 1936 : The Leavenworth Case
- 1936 : Ring Around the Moon
- 1936 : The Girl from Mandalay
- 1936 : Show Boat, de James Whale
- 1936 : Ellis Island
- 1936 : Can This Be Dixie?
- 1936 : Beware of Ladies
- 1937 : Two Wise Maids
- 1937 : Circus Girl
- 1943 : Freedom Comes High
- 1944 : Murder in the Blue Room
- 1944 : Bowery to Broadway
- 1945 : Here Come the Co-Eds, de Jean Yarbrough
- 1945 : Patrick the Great
- 1945 : Blonde Ransom
- 1950 : Our Very Own
- 1953 : ABC Album (serie TV)
- 1959 : Too Young to Go Steady (serie TV)